# シティハウス浦和高砂
シティハウス浦和高砂（シティハウスうらわたかさご）は、埼玉県さいたま市浦和区の高層マンション。ユザワヤ浦和店（浦和ヴェルデ東宝）跡地に建設された。

## 概要
浦和駅西口から浦和コルソをくぐって埼玉会館に至るさくら草通りに面しており、かつては映画館を併設するユザワヤ浦和店（1989年開業当時は浦和ヴェルデ東宝）が所在し、多くの人で賑わっていた。2010年に浦和駅東口の浦和パルコ内にユザワヤが移転、跡地を住友不動産が落札し、高層マンションとして分譲した。繁華街を南北に抜ける旧中山道にも面していることから1階には店舗が併設された。浦和駅周辺では4番目の高さの建築物となっている。カスタムオーダーマンション埼玉県第1号物件となっていることや、2012年度にグッドデザイン賞を受賞したS-マルチコアを採用するほか、ランドマーク性の高い免震構造を採用したことも影響して最上階の坪単価は395万円とこれまでに県内で分譲されたマンションの中では最も高い坪単価として注目された（同時期に坪単価が同程度だったのは千代田区や港区などの物件に限られていた）。

## テナント
- タリーズコーヒー
- JTB浦和西口店

## 周辺
- 埼玉会館
- 浦和ロイヤルパインズホテル
- 埼玉県庁